# Okab Sakr
Pour les articles homonymes, voir Sakr.
Compléments
- Communauté : Chiite
- Député du bloc parlementaire Liban d'abord

Okab Sakr (né le 2 octobre 1975 à Chiyah près de Beyrouth) est un ancien député et journaliste libanais.
Il a été élu député chiite de Zahlé lors des élections législatives libanaises de 2009 qui ont été remportées par l'Alliance du 14-Mars à laquelle il appartient. Il est l'un des rares chiites à appartenir à cette coalition, les chiites libanais étant traditionnellement représentées par le Hezbollah et le parti Amal, deux partis de l'alliance du 8-Mars.
Il ne se présente pas aux élections législatives de mai 2018.

## Origines familiales
Okab Sakr est né à Chiyah, dans la banlieue sud de la capitale libanaise, Beyrouth. Issu d'une famille chiite originaire de Zahlé, il n'a jamais connu son père, celui-ci étant mort au début de la guerre civile libanaise[réf. nécessaire].

## Études
Il fait ses études à Beyrouth, obtenant d'abord un Bachelor's degree en philosophie, puis des Master's degree en psychologie sociale, sociologie politique et philosophie. Enfin il obtient un doctorat en sociologie[réf. nécessaire].

## Vie professionnelle
- A été professeur durant deux années à l’Institut d’études islamo-chrétiennes (IEIC) de l'université Saint-Joseph de Beyrouth (USJ)
- A contribué à la création et à la gestion du Centre pour le dialogue permanent
- A été rédacteur en chef adjoint du journal Al-Balad
- Fondateur de The New Opinion Workshop (NOW), dont le site Web connu est NowLebanon.
- Membre du groupe de travail pour le dialogue islamo-chrétien.
- Coordinateur général du Forum arabe pour le dialogue et la citoyenneté.

## Carrière politique

### Tendance politique
Bien que n'appartenant a aucun parti politique, Okab Sakr fait partie de la l'Alliance du 14 Mars (majorité actuelle), qui représente plusieurs partis politiques et personnalités libanais qui ont participé à la Révolution du Cèdre.

Il est, en 2009, l'un des trois députés chiites de la majorité, les deux autres élus étant Ghazi Youssef (Beyrouth III) et Amine Wehbé (Békaa Ouest-Rachaya).

### Élections législatives libanaises de 2009
Le 7 juin 2009, Okab Sakr se présente sur la liste de l'Alliance du 14 Mars à Zahlé, dans sa ville d'origine.
Cette circonscription offre 1 siège chiite, contre 2 sièges grec-catholiques, 1 siège maronite, 1 siège arménien orthodoxe, 1 siège grec-orthodoxe et enfin 1 siège sunnite. Tous les sièges seront remportés par des candidats de l'Alliance du 14-Mars dont Okab Sakr. Celui-ci remporte largement l'unique siège chiite face au candidat de l'Alliance du 8-Mars (Opposition), Hassan Yaacoub et au candidat indépendant, Afif Mehdi.
| Candidat       | Tendance politique  | Nombre de voix |
| -------------- | ------------------- | -------------- |
| Okab Sakr      | 14 mars (Majorité)  | 47 038         |
| Hassan Yaacoub | 8 mars (Opposition) | 42663          |
| Afif Mehdi     | Indépendant         | 472            |

Il a rejoint le groupe parlementaire Liban d'abord de ses alliés du 14 mars.